# Аль-Муктафи Биллах
Абу Мухаммад Али ибн Ахмад (араб. أبو محمد علي بن أحمد‎), известный под своим лакабом аль-Муктафи Биллах (المكتفي بالله; с араб. — «Довольствующийся лишь Богом»; март 878 — 13 августа 908, Багдад) — семнадцатый аббасидский халиф, правивший с 5 апреля 902 по 13 августа 908 года.
Более либеральный и сочувственный, нежели его отец и предшественник аль-Мутадид Биллах, аль-Муктафи Биллах продолжил его политику правления халифатом, доверив при этом большую часть своих дел визирям и чиновникам. В годы его правления мятежная армия карматов потерпела поражение в Сирийской пустыне, а Египет и часть Сирии стали владением полуавтономной династии Тулунидов. Войны с Византией продолжались с переменным успехом, хотя и была одержана крупная победа — разграбление Фессалоник в 904 году.
Аль-Муктафи Биллах стал последним из правивших относительно самостоятельно аббасидских халифов. С его смертью в 908 году дворцовая бюрократия назначила на пост слабого правителя аль-Муктадир Биллаха, что положило начало окончательному упадку халифата.

## Ранние годы
Аль-Муктафи Биллах родился в семье Ахмада ибн Тальхи, будущего халифа аль-Мутадид Биллаха (892—902) и его рабыни (умм аль-валад) Чичек (с тюрк. «Цветок», по-арабски — «Джиджак») в марте 878 года. В эти годы Аббасидский халифат находился под фактической властью брата действующего де-факто не имеющего власти халифа аль-Мутамид Алаллаха аль-Муваффак Биллаха. К этому времени халифат в результате анархии в Самарре утратил власть над большей частью провинций за пределами столичного региона в центре Ирака. Египет занял тюрк Ахмад ибн Тулун, большая часть Среднего Востока оказались под властью иранской династии Саманидов, свергнувших верную Аббасидам арабскую династии Тахиридов. В Табаристане власть захватили радикальные шииты-зейдиты, а Аравийский полуостров попал под контроль местных кланов.
В 892 году аль-Мутаммид Алаллах умер, и к власти пришёл его племянник и отец аль-Муктафи Биллаха аль-Мутадид Биллах. В стране продолжались мятежи, казна была опустошена. Халифу удалось справиться с первой из проблем, подавив противников и вернув под контроль Табаристан и Фарс. В попытке разобраться со второй он принялся назначать на должности шиитов несмотря на риск суннитского бунта в столице. Но это принесло свои плоды и стабилизировало страну, принеся порядок в финансовые ведомства. При этом исторические хроники рассказывали о аль-Мутадид Биллахе как о неприглядном человеке, что устраивал казни и пытки своих противников.
Будущий халиф аль-Муктафи Биллах был старшим сыном своего отца, поэтому последний готовил его к престолонаследию. До смерти своего отца он занимал должность наместника (вали) ряда провинций халифата: Рея, Казвина, Кума и Хамадана в 894/95 году после отвоевывания их у династии Дулафидов, а в 899 году — Бадият-эль-Джазиры после смещения местного вали Мухаммада ибн Ахмада из династии Шайбанидов. Резиденцией аль-Муктафи Биллаха здесь была эр-Ракка. Его наставником был пользовавшийся доверием у его отца кади Ибн Абу ад-Дунья

## Правление
Карматская пропаганда активизировались во время его правления в Египте и Магрибе.
Безуспешно воевал с Византией и карматами, потерял Анталью, при нём усилилась династия Фатимидов в Тунисе.
Аль-Муктафи умер в 908 году в возрасте 33 лет, после него престол унаследовал младший брат.

### На русском языке
- Кеннеди Хью. Двор халифов = The Court of the Caliphs : [пер. с англ.] / Н. Тартаковской. — М. : АСТ : АСТ Москва : Хранитель, 2007. — 412 с., 18 с. ил. — (Историческая библиотека). — 4000 экз. — ББК 63.3(5). — УДК 94(5)(G). — ISBN 978-5-17-045730-4. — ISBN 978-5-9713-5631-8. — ISBN 978-5-9762-4297-5.
- Кузенков П. В. Иностранные матери халифов : этническое происхождение Омейядов и Аббасидов по женской линии // Арабский и исламский мир в Средние века : от Иберийского полуострова до Средней Азии / отв. ред. Д. Е. Мишин ; рец.: Н. Р. Волькенштейн; Д. В. Микульский. — М. : Институт востоковедения РАН, 2021. — С. 8—20. — 288 с. — ББК Т3(539=А)я43. — ISBN 978-5-907384-78-1.
- Фильштинский И. М. История арабов и Халифата (750—1517 гг.) / И. М. Фильштинский ; Институт стран Азии и Африки МГУ им. М. В. Ломоносова. — 3-е изд., испр. и доп. — М. : АСТ ; СПб. : Восток-Запад, 2006. — 349 с., 3 с. ил. — (Историческая библиотека). — 1500 экз. — ББК 63.3(5). — УДК 94(5-012)"750/1715"(G). — ISBN 5-17-039552-3. — ISBN 5-478-00399-9.

### На других языках
- al-Muktafī / Zetterstéen K. V.[англ.] & Bosworth C. E. // Encyclopaedia of Islam. 2nd ed :  [англ.] : in 12 vol. / edited by C. E. Bosworth; E. van Donzel; W. P. Heinrichs & Ch. Pellat. Assisted by F. Th. Dijkema (pp. 1—384), P. J. Bearman (pp. 385—1058) and S. Nurit. — Leiden : E.J. Brill, 1993. — Vol. 7. — P. 542—543. (платн.)
- Bonner Michael[англ.]. The waning of empire, 861–945 // The Formation of the Islamic World, Sixth to Eleventh Centuries :  [англ.] / ed. by Chase F. Robinson[англ.]. — Cambridge : Cambridge University Press, 2010. — P. 305—359. — XXXVII, 783 p. — (The New Cambridge History of Islam : in 2 vols. ; vol. 1A). — ISBN 978-0-521-83823-8.
- El-Hibri Tayeb. The Abbasid Caliphate : a History :  [англ.]. — Cambridge ; New York : Cambridge University Press, 2021. — April. — XXXII, 330 p. — ISBN 978-1-107-18324-7. — doi:10.1017/9781316869567.
- Kennedy Hugh N. The Prophet and the Age of the Caliphates : The Islamic Near East from the 6th to the 11th Century :  [англ.]. — Second ed. — Harlow : Longman, 2004. — XII, 424 p. — (A history of the Near East). — ISBN 978-0-582-40525-7.
- Müktefî-Billâh / Özaydın Abdülkerim // Muhammedi̇yye – Münâzara :  [тур.] : 40 c.. — İstanbul : Türkiye Diyanet Vakfı, 2006. — S. 534—536. — (Islam Ansiklopedisi : в 40 т. ; т. 31). — ISBN 978-975-389-458-6.